# Odznaka Honorowa Miasta Poznania
Odznaka Honorowa Miasta Poznania – polskie jednostopniowe regionalne odznaczenie okresu PRL, ustanowione 5 lipca 1960 w formie odznaki honorowej.

## Historia
Odznaka była przyznawana przez Prezydium Miejskiej Rady Narodowej Poznaniu zarówno osobom fizycznym, jak i zbiorowościom.
Miała wygląd rozetki (średnicy 25 mm) z umieszczoną wewnątrz kwadratową, emaliowaną na niebiesko tarczą z wizerunkiem poznańskiego ratusza na awersie, z napisem w czterech wierszach „ZASŁUŻONEMU OBYWATELOWI MIASTA POZNANIA” i pojedynczymi gałązkami laurowymi nad i pod napisem na nieemaliowanym rewersie. Odznaka była mocowana do prostokątnej metalowej zawieszki o wymiarach 25 x 7 mm, emaliowanej na niebiesko, ze złotymi liśćmi laurowymi. Wersja dla zbiorowości miała średnicę 90 mm, zawieszkę o wymiarach 90 x 20 mm, a napis na rewersie został zmieniony na „ZA ZASŁUGI W ROZWOJU MIASTA POZNANIA”. Odznaka wykonywana była ze złoconego tombaku. Autorem projektu był artysta grafik Zbigniew Kaja.
Archiwum Państwowe w Poznaniu w 1991 przejęło dokumentację związaną z przyznawaniem odznaki. Biuro Rady Miasta szacuje liczbę uhonorowanych odznaką na kilkanaście tysięcy osób.
Od 1991, podobnie jak w czasach II RP, zasłużonym dla miasta nadaje się honorowe wyróżnienia w postaci tytułów Honorowy Obywatel Miasta Poznania i Zasłużony dla Miasta Poznania.
Przed ustanowieniem Odznaki Honorowej Miasta Poznania nadawano złotą, srebrną i brązową Odznakę honorową „Za zasługi w rozwoju miasta Poznania”, ustanowioną 22 lutego 1956.